# Capparis zoharyi
Capparis zoharyi är en kaprisväxtart tillhörande släktet Capparis som beskrevs 2006 av Cristina Inocencio, Diego Rivera, Ma Concepción Obón, Francisco Alcaraz och Jose-Antonio Barreña.
Capparis zoharyi har stipeltornar som är bakåtböjda till rätt utstående, långt nedlöpande, och bladen är något köttiga. De gröna till purpurröda, ibland blådaggiga, kvistarna skiljer arten från Capparis mucronifolia (som dessutom har ett östligare utbredningsområde - från Oman till Tadzjikistan), medan det upprätta växtsättet skiljer den från C. ovata, C. atlantica och C. aegyptia.
Arten växer på murar, klippor och branter i Medelhavsområdet (Algeriet, Egypten, Grekland, Israel, Jordanien, Libanon, Marocko, Spanien, Syrien, Turkiet); från havsnivån till 200 m.ö.h..
Artnamnet hedrar den israeliske botanikern Michael Zohary.

## Bildgalleri

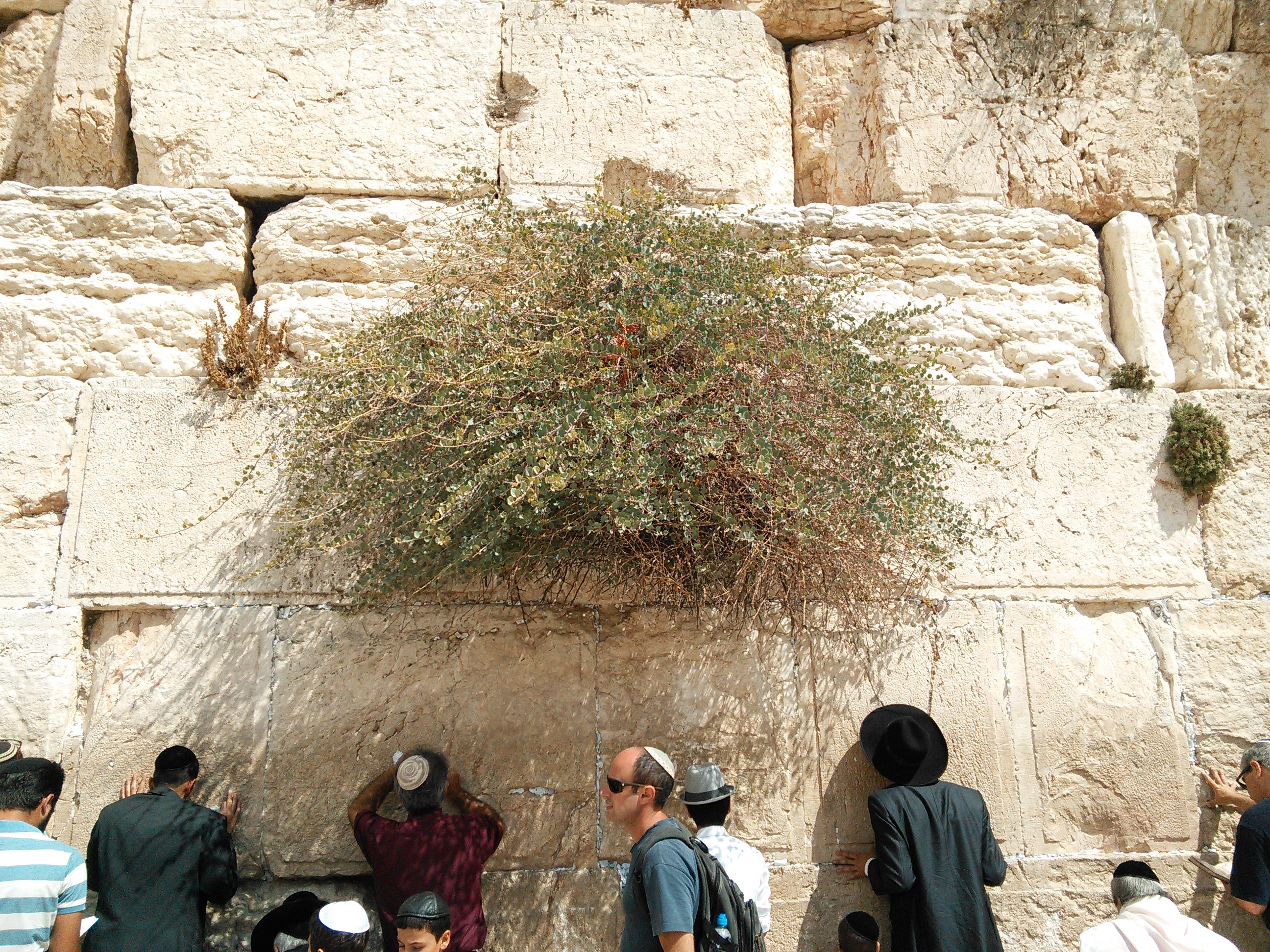
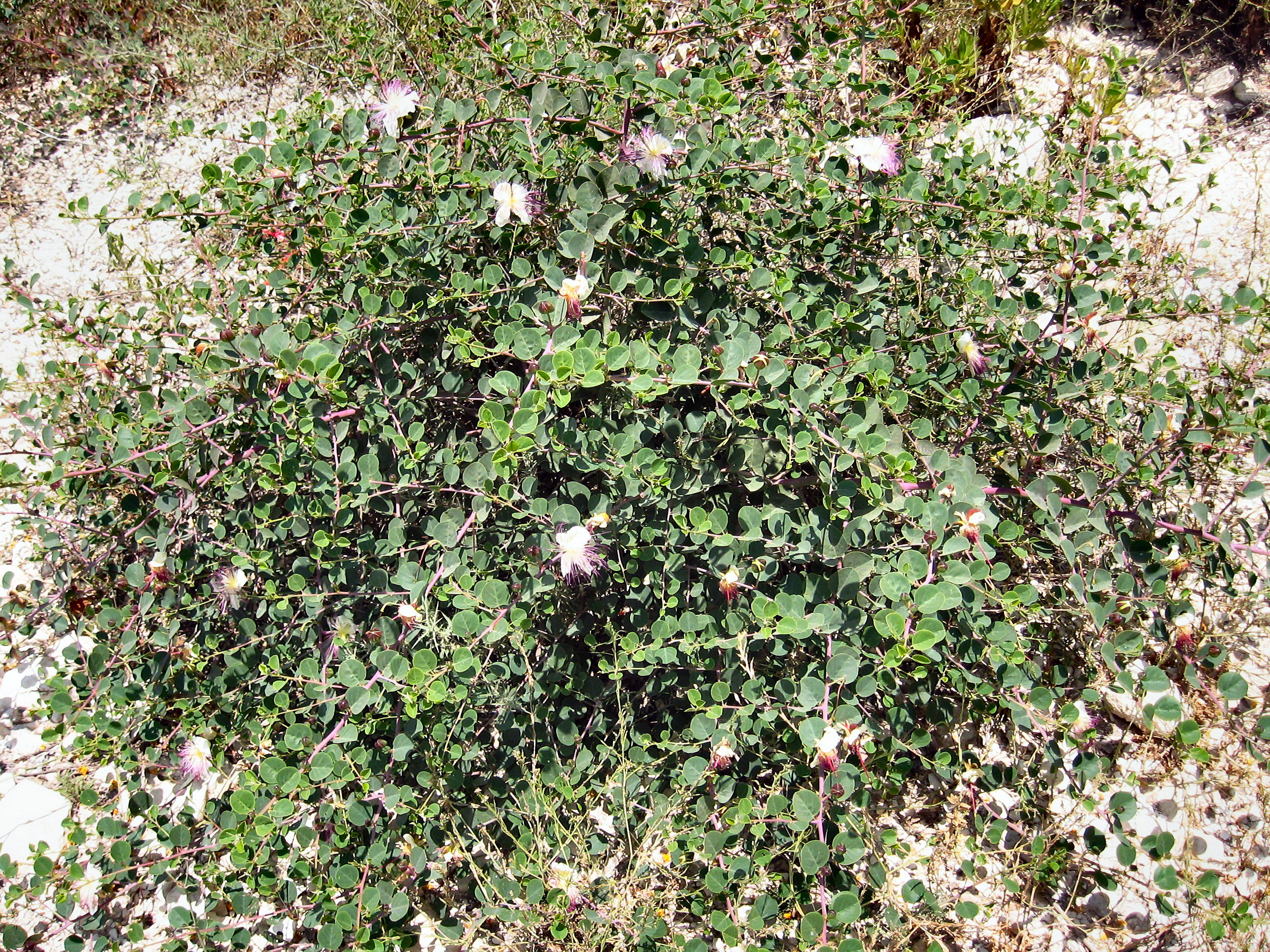
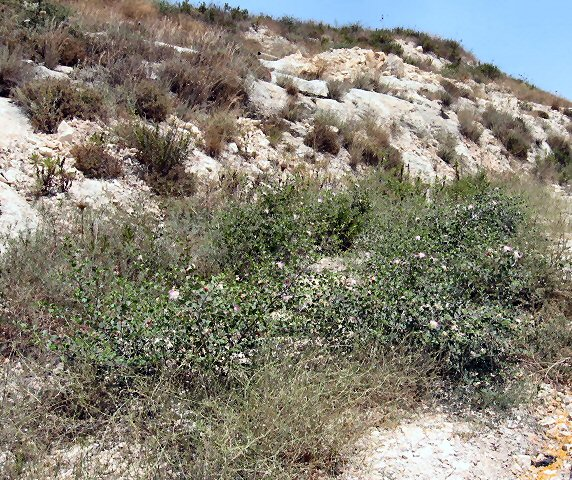
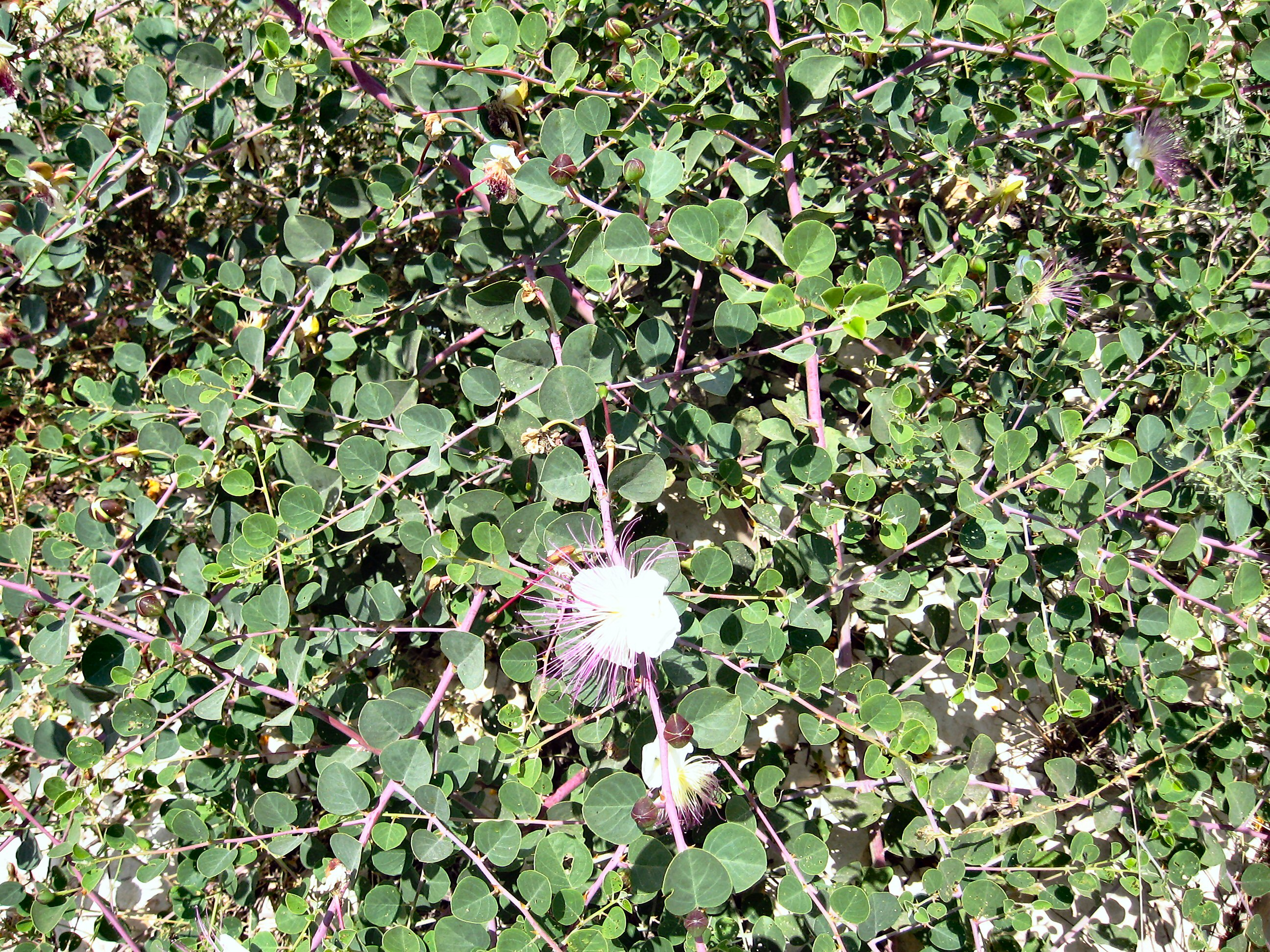
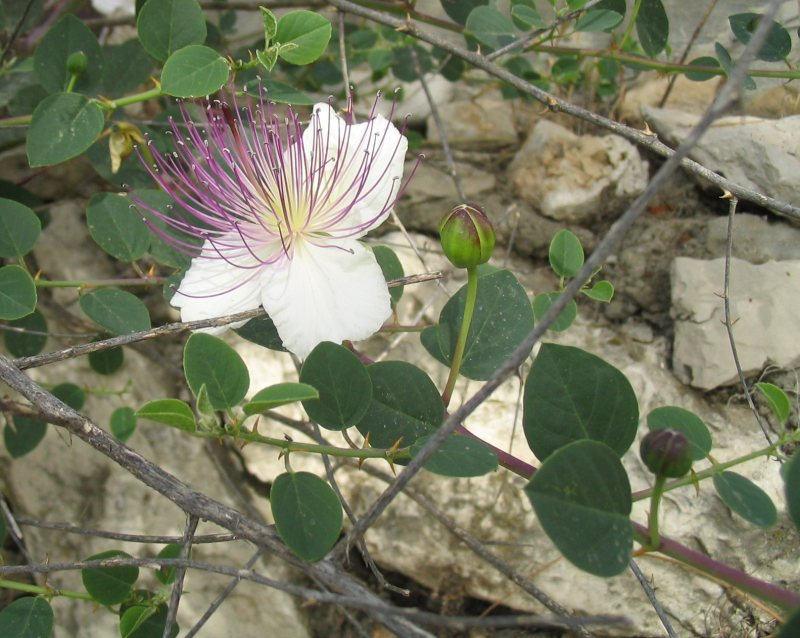
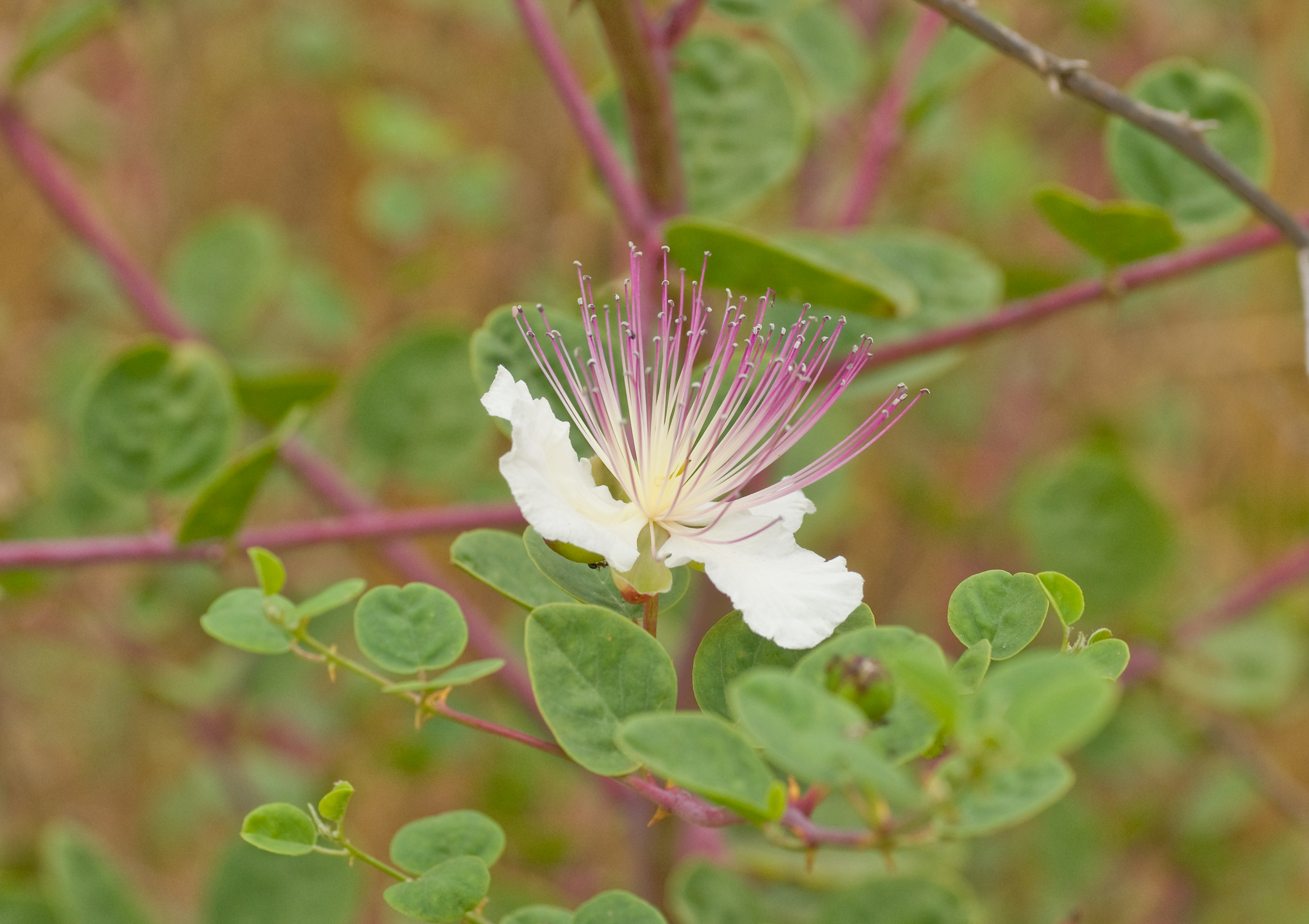